# (37871) 1998 FB28
1998 FB28 (asteroide 37871) é um asteroide da cintura principal. Possui uma excentricidade de 0.10229470 e uma inclinação de 2.45777º.
Este asteroide foi descoberto no dia 20 de março de 1998 por LINEAR em Socorro.